# Melba Liston
Melba Doretta Liston (Kansas City, Missouri, 13 de gener de 1926 - Los Angeles, Califòrnia, 23 d'abril de 1999) va ser una trombonista, arranjadora i compositora de jazz estatunidenca. Va ser la primera dona trombonista a tocar en grans bandes durant les dècades de 1940 i 1960 –a part de les que tocaven en bandes exclusivament femenines–, però a mesura que avançava la seva carrera es va fer més coneguda com a arranjadora, especialment en col·laboració amb el pianista Randy Weston. Altres artistes amb els quals va treballar són Dizzy Gillespie, Billie Holiday, John Coltrane, Count Basie o Quincy Jones.

## Biografia

### Primers anys i formació
Melba Liston va néixer a Kansas City, Missouri. Als set anys, la seva mare li va regalar un trombó i va començar a aprendre a tocar. La seva família la va animar en les seves activitats musicals, ja que tots eren amants de la música. Ella va ser principalment autodidacta, però es va sentir "animada pel seu avi, que tocava la guitarra", amb qui va passar un temps important aprenent a tocar cançons espirituals i populars. Als vuit anys era prou bona com per actuar en solitari en una emissora de ràdio local. Als 10 anys es va traslladar amb la família a Los Angeles, Califòrnia, on fou companya de classe de Dexter Gordon i amiga d'Eric Dolphy. Després de tocar en bandes juvenils i estudiar amb Alma Hightower durant tres anys, va decidir convertir-se en música professional i es va unir a la big band liderada per Gerald Wilson el 1943.

### Carrera
Liston es va unir a la Unió de Músics als 16 anys per acceptar el seu primer treball professional amb la banda del Lincoln Theatre. Ella i Dexter Gordon van començar a tocar música junts als catorze i disset anys, respectivament, i van gravar el 1947. Quan Wilson va dissoldre la seva orquestra el 1948, Melba Liston, reclamada personalment pel director de la banda pel seu talent com a trombonista i arranjadora, es va unir a la big band de Dizzy Gillespie a Nova York, on hi havia els saxofonistes John Coltrane, Paul Gonsalves i el pianista John Lewis. Els seus innovadors arranjaments de jazz legitimaven la seva presència en un entorn molt dominat per homes.
Va fer una gira amb Count Basie, i després amb Billie Holiday (1949) pel sud americà, però no va anar prou béː "el que realment volien era música de ball”, digué més tard. Sentint-se afectada per la indiferència del públic i els rigors de la carrera musical, va deixar de tocar durant uns tres anys i es va dedicar a l'educació. En aquests temps va ocupar una feina d'oficina durant alguns anys i va complementar els ingressos treballant com a extra a Hollywood, i, així, apareix amb Lana Turner a The Prodigal (1955) i a The Ten Commandments (1956).
Melba Liston va tornar a la música reclamada per Gillespie i després pel seu trompetista, Quincy Jones, per fer gires patrocinades pel Departament d'Estat dels Estats Units el 1956 i el 1957, gravades amb The Jazz Messengers, d'Art Blakey (1957) i va formar un quintet de dones el 1958. El 1959 va visitar Europa amb l'espectacle Free and Easy, del qual era director musical Quincy Jones. Va acompanyar Billy Eckstine amb la Quincy Jones Orchestra a At Basin Street East, estrenada l'1 d'octubre de 1961.
A finals de la dècada de 1950, va començar a col·laborar amb el pianista Randy Weston, arranjant composicions (principalment les seves). Aquesta associació, que havia estat especialment forta a la dècada de 1960, es va reprendre a finals dels anys vuitanta i noranta i es mantindria fins a la seva mort. A més, va tocar amb Milt Jackson, Clark Terry i Johnny Griffin, i va treballar com a arranjadora de Motown, apareixent en àlbums de Ray Charles. El 1964 va ajudar a crear la Pittsburgh Jazz Orchestra. El 1971 va ser escollida com a arranjadora musical de l'artista de gravació de Stax Calvin Scott, en un àlbum produït per Clarence Paul en què treballava amb Joe Sample i Wilton Felder, dels Jazz Crusaders, el guitarrista de blues Arthur Adams i el bateria de jazz Paul Humphrey.
Va treballar amb orquestres juvenils a Watts, Califòrnia, abans d'acceptar una invitació del govern de Jamaica el 1973 per ser directora de pop i jazz afroamericà a la Jamaica School of Music i ensenyar a la Universitat de les Índies Occidentals. Va tornar als Estats Units el 1979, on va ser homenatjada al primer Festival de Jazz de Dones a Kansas City, Missouri, i al Salute to Women in Jazz a Nova York, i on formà després una nova banda, Melba Liston and Company. Durant la seva estada a Jamaica, va compondre i arranjar música per a la pel·lícula de comèdia Smile Orange, de 1975. També va exercir com a compositora, arranjadora i directora musical de The Dread Mikado, una producció teatral considerada emblemàtica de la revolució cultural de Jamaica.
Es va veure obligada a deixar de tocar el 1985 després que un ictus la deixés parcialment paralitzada, però va continuar arrancant música amb Randy Weston. El 1987 se li va concedir una beca de mestres de jazz del National Endowment for the Arts.

### Mort
Melba Liston va morir a Los Angeles, Califòrnia, el 23 d'abril de 1999, pocs dies després de rebre un homenatge a ella i a la música de Randy Weston a la Universitat Harvard.

## Composició i arranjament
Melba Liston ja escrivia i arranjava música mentre estava a l'institut i va veure aquesta feina com la contribució central de la seva carrera, afirmant moltes vegades al llarg de la seva vida que preferia escriure música que tocar com a solista.
Els seus primers treballs amb les bandes d'alt perfil de Count Basie i Dizzy Gillespie mostren un fort domini de la big band i el bop. Va treballar com a arranjadora per a moltes companyies discogràfiques, especialment Motown, i va organitzar partitures per a desenes de músics d'alt perfil, com Clark Terry, Marvin Gaye, Mary Lou Williams i Gloria Lynne.
No obstant això, potser la seva obra més important va ser escrita per a Randy Weston, amb qui va col·laborar durant quatre dècades des de finals de la dècada de 1950 fins a la de 1990. El seu treball amb Weston s'ha comparat amb les col·laboracions de Billy Strayhorn i Duke Ellington.
Liston va treballar com a "arranjadora fantasma" durant la seva carrera i es diu que molts dels arranjaments que es troben als repertoris de Gillespie, Jones i Weston van ser fets per Liston.

## Llegat
Liston, pionera com a trombonista i compositora, era una dona amb una professió d'una presència majoritàriament masculina. Tot i que és molt apreciada a la comunitat jazzística, alguns la consideren una heroïna encara no prou reconeguda.
A més de les lluites que va viure com a dona afroamericana, Liston també es va haver d'encarar amb la desigualtat a la indústria musical. Emmett G. Preu III n'ha dit: "Estava clar que havia de demostrar contínuament les seves credencials per aconseguir una feina adequada com a música, compositora i arranjadora. No se li pagava una escala equitativa i sovint se li denegava l'accés a oportunitats més grans com a compositora i arranjadora".

## Estil musical
L'estil musical de Liston reflecteix les sensibilitats bebop i post-bop apreses amb Dexter Gordon, Dizzy Gillespie i Art Blakey. El seu primer treball enregistrat, Mischievous Lady, de Gordon, és un homenatge a ella i als seus solos.
Les seves composicions i arranjaments eren molt complexos, però apareixien amb una senzillesa i un swing aparentment casual. Els seus arranjaments mostren una flexibilitat que transcendeix l'educació musical que va rebre als anys quaranta del bebop, ja sigui amb estils de swing, post-bop, músiques africanes o Motown. Els arranjaments de les seves composicions oferien un espai meravellós perquè els solistes brillessin amb el suport complementari de la banda. Cada peça portava a un viatge emocional de principi a fi.

## Discografia

### En solitari
- Melba Liston and Her 'Bones (MetroJazz, 1959)
- Volcano Blues amb Randy Weston (Antilles, 1993)

### Com a convidada
Amb Art Blakey i els Jazz Messengers
- 1957: Art Blakey Big Band
- 1957: Theory of Art
- 1965: Hold On, I'm Coming

Amb Betty Carter
- 1958: Out There with Betty Carter
- 1961: I Can't Help It

Amb Ray Charles
- 1959: The Genius of Ray Charles
- 1962: The Ray Charles Story, Vol. 2

Amb Dizzy Gillespie
- 1955: Jazz Recital
- 1956: World Statesman
- 1957: Dizzy Gillespie at Newport
- 1957: Birks' Works
- 1957: Dizzy in Greece

Amb Quincy Jones
- 1959: The Birth of a Band!
- 1960: Swiss Radio Days Jazz Series, Vol. 1
- 1960: I Dig Dancers
- 1961: Newport '61
- 1961: The Great Wide World of Quincy Jones: Live!
- 1962: The Quintessence
- 1963: Plays Hip Hits
- 1965: I/We Had a Ball
- 1965: Quincy Plays for Pussycats

Amb Jimmy Smith
- 1963: Any Number Can Win
- 1966: Jimmy & Wes
- 1966: The Further Adventures of Jimmy and Wes
- 1966: Hoochie Coochie Man
- 1969: Jimmy Smith Plays the Blues

Amb Dinah Washington
- 1957: Dinah Washington Sings Fats Waller
- 1958: Dinah Washington Sings Bessie Smith

Amb Randy Weston
- 1958: Little Niles
- 1959: Destry Rides Again
- 1959: Live at the Five Spot
- 1961: Uhuru Afrika
- 1963: Highlife - Music from the new African nations featuring the Highlife
- 1973: Tanjah
- 1992: The Spirits of Our Ancestors
- 1993: Volcano Blues
- 1997: Earth Birth
- 1998: Khepera

Amb altres músics
- 1957: Last Chorus, Ernie Henry
- 1958: Back on the Scene, Bennie Green
- 1959: Rhythm Crazy, Jimmy Cleveland
- 1959: Tales of Manhattan, Babs Gonzales
- 1960: Trane Whistle, Eddie "Lockjaw" Davis
- 1961: African Waltz, Cannonball Adderley
- 1961: At Basin Street East, Billy Eckstine/Quincy Jones
- 1961: Rah, Mark Murphy
- 1961: The Chant, Sam Jones
- 1961: The Soul of Hollywood, Junior Mance
- 1962: Afro-American Sketches, Oliver Nelson
- 1962: Big Bags, Milt Jackson
- 1962: Bursting Out with the All Star Big Band!, Oscar Peterson
- 1962: Rhythm Is My Business, Ella Fitzgerald
- 1962: Snap Your Fingers, Al Grey
- 1962: The Complete Town Hall Concert, Charles Mingus
- 1962: This Is Billy Mitchell Featuring Bobby Hutcherson, Billy Mitchell
- 1963: For Someone I Love, Milt Jackson
- 1963: The Body & the Soul, Freddie Hubbard
- 1964: Mary Lou Williams Presents Black Christ of the Andes, Mary Lou Williams
- 1965: And Then Again, Elvin Jones
- 1966: Roll 'Em: Shirley Scott Plays the Big Bands, Shirley Scott
- 1967: A Mann & A Woman, Tamiko Jones/Herbie Mann
- 1967: Heads Up, Blue Mitchell
- 1968: Listen Here, Freddie McCoy
- 1970: Kim Kim Kim, Kim Weston
- 1973: That Lovin' Feelin' , Junior Mance
- 1978: Skylark, Freddie Hubbard[21]